# Route de la Grande-Cascade
La route de la Grande-Cascade est une voie située dans le 16e arrondissement de Paris, en France.

## Situation et accès
Elle se trouve dans le bois de Boulogne.

## Origine du nom
La voie est ainsi nommée car elle est relie le lac Inférieur du bois de Boulogne à la Grande Cascade.